# ローマでアモーレ
『ローマでアモーレ』（原題: To Rome with love）は2012年のアメリカ合衆国・スペイン・イタリア合作のコメディ映画。ウディ・アレンが監督し、ジェリー役として出演している。ほぼ全編にわたってイタリアのローマで撮影されており、様々なローマ人の生活を客観的に映した恋愛群像劇となっている。

## ストーリー

### ヘイリーとミケランジェロ
アメリカ人観光客のヘイリー（アリソン・ピル）は、ローマで夏を過ごす間にローマに住む弁護士のミケランジェロ（フラヴィオ・パレンティ）と恋に落ち、結婚を決意する。ヘイリーの両親ジェリー（ウディ・アレン）とフィリス（ジュディ・デイヴィス）は、葬儀屋を営むミケランジェロの親と会うため、イタリアへ飛行機で向かう。アメリカの批評家に干され引退したオペラ監督のジェリーは、ミケランジェロの父ジャンカルロ（ファビオ・アルミリアート）がシャワーを浴びている間にカンツォーネを歌っているのを聴いて、ジャンカルロには聴き手を魅了する隠された才能があることを確信する。ジェリーは渋るジャンカルロを説得し、オペラの専門家の前でオーディションを受けさせるが、貧弱な歌い方のため失敗してしまう。ミケランジェロは、自分の名誉を挽回するために父ジャンカルロにオーディションを受けさせ、恥をかかせたとして、ジェリーを強く非難する。そして、このことがきっかけでミケランジェロとヘイリーの関係も悪化してしまう。しかし、ジェリーはジャンカルロの才能がシャワーを浴びている時に限って発揮されることに気付くと、ローマ歌劇場のステージ上に実際にジャンカルロが身体を洗うためのシャワーを設置することを思いつく。これはとても好評で、この手法でジェリーとジャンカルロはルッジェーロ・レオンカヴァッロ作曲のオペラ『道化師』を上演することを決め、結果、全編にわたりジャンカルロの役だけシャワーを浴びているという奇妙な演出になったものの、余すところなく才能を発揮したジャンカルロは批評家達から激賞を受ける。しかし一方のジェリーは現地の批評家たちから「公の場で首をはねろ」とまで言われるほど酷評されるが、イタリア語が読めないために自分だけが酷評されていることに気付かずにいる。充分な評価を得たジャンカルロは満足し、次からオペラで歌うのをやめることを決意する。それは、ジャンカルロが本当に好きな仕事は葬儀屋であり、家族と一緒に過ごすために時間を使いたいからである。この成功のおかげでヘイリーとミケランジェロは仲直りする。

### アントニオとミリー
夫のアントニオ（アレッサンドロ・ティベリ）が上流階級の叔父から仕事を紹介されたので、結婚したばかりのアントニオとミリー（アレッサンドラ・マストロナルディ）は田舎の故郷からローマに移り住むことになる。二人はローマのホテルにチェックインするが、親類が来る直前でミリーがアントニオの親類と会う前に美容室に行くと言い出す。ミリーは美容室へ無理に行こうとしたものの、途中から行き先が分からなくなり、さらに携帯電話までなくしてしまい絶望のドン底に陥る。しかし、偶然にもミリーは彼女が大ファンのベテラン俳優ルーカ・サルタ（アントニオ・アルバネーゼ）と出会い、彼にランチに誘われる。
アントニオがミリーの帰りが遅いので叔父と叔母の来る時刻に彼女が部屋に戻らないのではないかと心配していると、手違いでアントニオの部屋に送られてきたコールガールのアンナ（ペネロペ・クルス）が彼の抗議にもかかわらず、彼の部屋に入り込んでくる。そして二人がベッドで取っ組み合いをしているそのとき、叔父と叔母が部屋に入って来る。混乱したアントニオは、誤解を防ぐためにアンナをミリーとして叔父たちに紹介してしまう。アンナとともにアントニオと親類たちがランチをとっているレストランに、ルーカ・サルタがミリーを連れてやって来る。ルーカ・サルタにメロメロになっているミリーの姿を見たアントニオは激しく嫉妬するが、ミリーはアントニオの存在に気付かない。その後、アントニオの叔父と叔母は、アントニオをパーティに連れて行き、アントニオをパーティの参加者であるセレブたちに紹介するが、田舎育ちのアントニオは全く馴染めない。一方、パーティにはアンナの顧客が多く参加しており、アンナはその場でそれぞれの顧客と次に会う予定を決めるなどする。アンナとアントニオはパーティ会場内の花園の中を歩き、アントニオはミリーがいかに清廉潔白な女性であるかということをアンナに説明する。アンナはアントニオがミリーと出会う前に童貞であったことを知ると、茂みの中でアントニオを誘惑して、様々な「経験」をさせる。
ミリーはルーカ・サルタとホテルの一室にいた。憧れのルーカ・サルタとセックスしたい気持ちと愛する夫を裏切りたくない気持ちの間で揺れるミリーだったが、やがてミリーがルーカ・サルタとのセックスを決意すると、そこに拳銃で武装した泥棒（リッカルド・スカマルチョ）が現れ、金品を要求する。慌てて金目のものを差し出すミリーとルーカ・サルタだったが、突然その部屋にルーカ・サルタの（別居中のはずの）妻とパパラッチがやって来る。浮気がマスコミに知られることを恐れたルーカ・サルタは泥棒に自分の代わりを頼み、洗面所に隠れる。ミリーと泥棒がベッドにいる姿を見せることで妻とパパラッチをうまくごまかせたルーカ・サルタはそそくさと逃げ出す。残されたミリーはベッドの中で泥棒といいムードになり、2人はそのまま激しくセックスする。
ミリーがアントニオのホテルに戻ると、彼女がいない間にアントニオが仕事を捨てて故郷に帰ることを決意していると知る。ここで初めてアントニオとミリーはお互いを愛し合った。

#### その他のキャスト
- パオロおじさん: ロベルト・デラ・カーサ
- リタおばさん: アリエッラ・レッジョ
- サルおじさん: グスタヴォ・フリジェリオ
- ジョヴァンナおばさん: シモーナ・カパリーニ（イタリア語版）
- ピア・フザーリ: オルネラ・ムーティ - ミリーに声をかけた女優。

### レオポルドとソフィア
レオポルド（ロベルト・ベニーニ）は妻ソフィア（モニカ・ナッポ）と子供2人の家族4人で暮らす平凡な中年男である。ところがある日突然、レオポルドは「有名人」としてパパラッチに追いかけられ、一挙手一投足の全てがメディアの注目を集める存在となる。状況が呑み込めずに戸惑うばかりのレオポルドだったが、人気者として美女にモテモテの日々を過ごすようになると「有名人」の生活を楽しむようになる。しかし、プライバシーも何もない生活が苦痛になり、元の生活に戻りたいと思うようになったある日、世の中の注目が同じように平凡な別の男アルド・ロマーノ（ヴィニーチョ・マルキオーニ）に急に移ってしまう。レオポルドは元の生活に戻れたことを妻や子供たちとともに喜ぶ。ところが、あまりに誰も注目してくれない状態に不安を感じたレオポルドは、街中で自分が「有名人」のレオポルドであると叫ぶなど注目を集めようと必死になるが、誰にも相手にされない。そんなレオポルドを妻ソフィアは優しく家に連れて帰る。

### ジャックとサリー
アメリカ人有名建築家のジョン（アレック・ボールドウィン）は、30年前に暮らしていたローマのアパートの現在の居住者である「建築家の卵」の青年ジャック（ジェシー・アイゼンバーグ）と出会う。ジャックの姿にかつての自分を重ね合わせたジョンは、その後、自分の経験を踏まえ、ジャックの「心の相談相手」として恋のアドバイスをしながら、ジャックを見守る。
ジャックはサリー（グレタ・ガーウィグ）という恋人と暮らしており、2人の仲は順調だったが、そこにサリーの親友で売れない女優のモニカ（エリオット・ペイジ）が現れたことから状況は一変する。実は、サリーからあらかじめモニカについて「どんな男も魅了する小悪魔」と聞かされ、モニカを好きにならないようにと釘を刺されていたジャックだったが、サリーと熱愛中のジャックは気にも留めていなかったのだ。
ところが、モニカは見た目は平凡ながらも、自らの豊富な性体験を赤裸々に語るなどの奔放な一面とともに、芸術に関する薄い知識をさも豊富なように披露するなど軽薄ながら知的ぶった側面を見せ、思わせぶりな態度と不思議な魅力でジャックをぐいぐいと惹き付けて行く。そんな自分の気持ちに気付いたジャックは友人をモニカに紹介するが、却って嫉妬心からモニカへの想いが膨らんでしまう。
そんなある日、ついにジャックとモニカは一線を越えてしまう。ジャックはサリーと別れてモニカと旅に出る計画を立て、モニカもその計画に乗り気になっていたが、そこにエージェントから電話が来て、東京などで撮影する映画の大きな役がついたと知らされると、ジャックの計画どころか、ジャックとの関係すら何もなかったかのようにアメリカにすぐに帰ると言い出す。呆気にとられるジャックをジョンはモニカと縁が切れて良かったと慰める。

## 作品の評価
Rotten Tomatoesによれば、批評家の一致した見解は「『ローマでアモーレ』でウディ・アレンはイタリアの道化芝居、ファンタジー、コメディの絵葉書を継ぎ接ぎで組み合わせて何とか中途半端な成功だけは収めている。」であり、181件の評論のうち高評価は46%にあたる83件で、平均点は10点満点中5.50点となっている。
Metacriticによれば、38件の評論のうち、高評価は17件、賛否混在は17件、低評価は4件で、平均点は100点満点中54点となっている。